# Svetlana Bodritskaya
Svetlana Bodritskaya (née le 7 novembre 1971 à Chimkent) est une athlète kazakhe spécialiste du 400 mètres.

## Biographie

### Palmarès
| Date | Compétition                | Lieu         | Résultat | Épreuve   | Performance   |
| ---- | -------------------------- | ------------ | -------- | --------- | ------------- |
| 1995 | Championnats d'Asie        | Djakarta     | 3e       | 200 m     | 24 s 20       |
| 1997 | Jeux de l'Asie de l'Est    | Busan        | 1re      | 400 m     | 52 s 92       |
| 1998 | Championnats d'Asie        | Fukuoka      | 2e       | 400 m     | 52 s 46       |
| 1998 | Coupe du monde des nations | Johannesburg | 8e       | 4 x 400 m | 3 min 43 s 60 |
| 1998 | Jeux asiatiques            | Bangkok      | 3e       | 400 m     | 53 s 00       |
| 2001 | Jeux de l'Asie de l'Est    | Osaka        | 2e       | 400 m     | 52 s 39       |
| 2002 | Jeux asiatiques            | Busan        | 3e       | 400 m     | 52 s 10       |
| 2002 | Jeux asiatiques            | Busan        | 2e       | 4 x 400 m | 3 min 31 s 72 |
| 2003 | Championnats d'Asie        | Manille      | 3e       | 400 m     | 53 s 19       |
| 2003 | Championnats d'Asie        | Manille      | 2e       | 4 x 400 m | 3 min 32 s 82 |

### Records
| Épreuve    | Performance | Lieu   | Date        |
| ---------- | ----------- | ------ | ----------- |
| 400 mètres | 51 s 78     | Almaty | 5 juin 2004 |